# Glyphesis
Glyphesis és un gènere d'aranyes araneomorfes de la subfamília Erigoninae, dins de la família Linyphiidae.
Fou descrit per primera vegada per Eugène Louis Simon l'any 1926.
Es pot trobar a la zona holàrtica: el Canadà, Dinamarca, Alemanya, Hongria, Japó, Polònia, Rússia, Eslovàquia, Ucraïna i els Estats Units

## Llista d'espècies
Segons The World Spider Catalog 12.0:
- Glyphesis asiaticus Eskov, 1989
- Glyphesis cottonae (La Touche, 1946)
- Glyphesis idahoanus (Chamberlin, 1949)
- Glyphesis nemoralis Esyunin & Efimik, 1994
- Glyphesis scopulifer (Emerton, 1882)
- Glyphesis servulus (Simon, 1881) (Espècie tipus)
- Glyphesis taoplesius Wunderlich, 1969